# Christian Viera
Christian Pablo Viera Álvarez (Curicó, 31 de julio de 1972) es un abogado y político chileno. Entre 2021 y 2022 ejerció como miembro de la Convención Constitucional de Chile.

## Biografía
Es hijo de Sergio Viera y Ana María Álvarez. Casado con Lorena Zuchel, con quien tiene dos hijos: Francisco y Martín.
Realizó sus estudios en la Escuela E-21, el Liceo de Hombres y el Instituto San Martín de Curicó. Estudió Derecho en la Pontificia Universidad Católica de Valparaíso, donde se recibió de abogado. Luego, cursó un Magíster en Estudios Filosóficos en la Universidad Alberto Hurtado y, entre 2008 y 2011, residió en Bilbao, País Vasco, España, donde finalmente obtuvo el grado de Doctor en Derecho por la Universidad de Deusto.
Actualmente es profesor titular de la Escuela de Derecho de la Universidad de Valparaíso. Es autor de diversos libros y artículos académicos sobre el problema constitucional. Entre sus principales líneas de investigación destacan la constitución económica y una reflexión crítica sobre el Estado subsidiario y el principio que la justifica: la subsidiariedad.
En las Elecciones de convencionales constituyentes de Chile de 2021 se presentó como candidato por el 17° distrito, Región del Maule, en calidad de independiente y como parte de la Lista del Apruebo, en un cupo del Partido Demócrata Cristiano. Obtuvo 9164 votos, correspondientes a un 4,02 % del total de sufragios válidamente emitidos.
En el proceso de discusión de los Reglamentos de la Convención Constitucional, participó en la comisión de Ética. Mientras, en septiembre de 2021, pasó a formar parte del comité de Apruebo Dignidad, subcomité Frente Amplio + Independientes, de la Convención. Posteriormente, se incorporó y coordinó la comisión temática de Sistema de Justicia, Órganos Autónomos de Control y Reforma Constitucional. En mayo de 2022 comienza a desempeñarse en la comisión de Armonización.

## Obras
- Libre iniciativa económica y Estado social (2013). Santiago: Legal publishing.
- La Constitución chilena, coeditor junto a  Jaime Bassa y Juan Carlos Ferrada (2015). Santiago: LOM ediciones.
- Elementos de teoría e interpretación constitucional para el Proceso Constituyente, en coautoría con Jaime Bassa (2017). Santiago: Thompson Reuters.
- Derechos, pero así no (2018). Viña del Mar: Communes.
- La Constitución que queremos, coeditor junto a  Jaime Bassa y Juan Carlos Ferrada (2019). Santiago: LOM ediciones.

## Historial electoral

### Elecciones de convencionales constituyentes de 2021
- Elecciones de convencionales constituyentes de 2021, para convencional constituyente por el distrito 17 (Curicó, Hualañé, Licantén, Molina, Rauco, Romeral, Sagrada Familia, Teno, Vichuquén, Talca, Constitución, Curepto, Empedrado, Maule, Pelarco, Pencahue, Río Claro, San Clemente y San Rafael)[7]

| Candidato                     | Pacto                            | Partido     | Votos  | %     | Resultados   |
| ----------------------------- | -------------------------------- | ----------- | ------ | ----- | ------------ |
| Roberto Celedón Fernández     | Apruebo Dignidad                 | Ind-FRVS    | 23.405 | 10,28 | Convencional |
| Bárbara Rebolledo Aguirre     | Vamos por Chile                  | Ind-Evópoli | 18.094 | 7,95  | Convencional |
| María Elisa Quinteros Cáceres | Asamblea Popular por la Dignidad | Ind         | 12.495 | 5,49  | Convencional |
| Alfredo Moreno Echeverría     | Vamos por Chile                  | Ind-UDI     | 11.334 | 4,98  | Convencional |
| Christian Viera Álvarez       | Lista del Apruebo                | Ind-DC      | 9.161  | 4,02  | Convencional |
| Antonio Walker Prieto         | Vamos por Chile                  | Ind-Evópoli | 8.739  | 3,84  |              |
| Elsa Labraña Pino             | La Lista del Pueblo              | Ind         | 7.375  | 3,24  | Convencional |
| Paola Grandón González        | Apruebo Dignidad                 | FRVS        | 1.199  | 0,53  | Convencional |